# The Occupation
The Occupation est un jeu vidéo narratif d'enquêtes à la première personne développé par White Paper Games, édité par Sold Out et distribué en France par Just for Games. Il est sorti le 5 mars sur Xbox One, PlayStation 4 et Microsoft Windows.
Le jeu se déroule en 1987, dans le même univers que le premier titre du studio, Ether One.

## Trame
Octobre 1987. À la suite d'un acte terroriste qui serait attribué à un travailleur immigré du nom d'Alex Dubois, et qui s'est produit il y a six mois, le gouvernement britannique décrète l'Union Act, une série de mesures fortes mais également controversées, telles des lois liberticides, et la relocalisation des immigrés hors des frontières britanniques.
Le joueur incarne un journaliste d'investigation du nom de Harvey Miller. Ce dernier doit enquêter sur l'attentat et déterminer le coupable présumé est réellement impliqué dans cette attaque. De temps en temps, le joueur assistera à des flashbacks et au cours de ceux-ci, jouera un autre personnage, Scarlett Carson, qui a perdu son compagnon lors de l'attentat.

## Système de jeu
Aux commandes de Harvey Miller, le joueur doit conclure son enquête en quatre heures en temps réel. 
Contrairement à la majorité des jeux vidéo, The Occupation n'a ni de barre de santé, ni de système d'énergie. Le véritable ennemi du joueur est le temps.  puisqu'il pourra être pénalisé s'il se fait repérer dans un endroit où il n'est pas censé être, il sera conduit au bureau de sécurité et il perdra alors 15 minutes, ce qui diminue le temps d'accomplissement de l'enquête. Il faudra donc faire preuve de discrétion afin de récupérer les différents documents qui permettront de poursuivre l'enquête, tout en se rendant aux rendez-vous en temps et en heure.
La montre est un élément majeur du jeu puisque le joueur devra s'en référer afin de savoir si par exemple, quand la personne avec laquelle on a rendez-vous sera de retour dans son bureau, afin de pouvoir le fouiller.